# Axel Afzelius
Johan Fredrik Axel Afzelius, född 25 april 1885 i Uppsala, död 7 augusti 1955 i Stockholm, var en svensk jurist.

## Biografi
Afzelius avlade juris kandidatexamen 1908 och blev assessor i Svea hovrätt 1916. Han utnämndes sedan till hovrättsråd 1921 och till regeringsråd 1928. Afzelius var justitieråd 1932–1952 och tjänstgjorde under den tiden som ordförande i Högsta domstolen 1948–1952. Han svarade 1949–1955 för den årliga utgåvan av lagboken (Sveriges rikes lag). År 1933 blev Afzelius ledamot av direktionen för Sällskapet för folkundervisningens befrämjande och var även dess ordförande.
Axel Afzelius var son till juristen och riksdagsledamoten Ivar Afzelius och Anna Richert. Han gifte sig 1924 med Brita Leijonmarck (1894–1955), dotter till hovrättspresidenten Carl Leijonmarck och Anna Ribbing. Makarna Afzelius är begravna på Norra begravningsplatsen utanför Stockholm.

## Utmärkelser
- Konung Gustaf V:s jubileumsminnestecken med anledning av 90-årsdagen, 1948.[3]
- Kommendör med stora korset av Nordstjärneorden, 6 juni 1938.[5]
- Kommendör av första klassen av Nordstjärneorden, 10 december 1928.[6]
- Kommendör av andra klassen av Nordstjärneorden, 6 juni 1925.[7]
- Riddare av Nordstjärneorden, 1922.[8]